# فيليامو سيكيفو
فيليامو سيكيفو (بالإنجليزية: Viliamu Sekifu)‏ (14 يناير 1982 في توفالو - ) هو لاعب كرة قدم توفالي في مركز الوسط. شارك مع منتخب توفالو لكرة القدم. أما مع النوادي، فقد لعب مع Tofaga FC ‏.

## وصلات خارجية
- فيليامو سيكيفو على موقع الاتحاد الدولي (مؤرشف)  (الإنجليزية)
- فيليامو سيكيفو على موقع ناشيونال فوتبول تيمز (الإنجليزية)